# Piculus litae
Piculus litae és una espècie d'ocell de la família dels pícids (Picidae) que habita la selva humida i altres formacions boscoses de l'oest de Colòmbia i nord-oest de l'Equador.
En diverses llengües rep el nom de "picot de Lita" (Anglès: Lita Woodpecker. Francès: Pic de Lita).